# Richard Swann Lull
Richard Swann Lull (6 de novembre de 1867 - 1957) fou un paleontòleg de principis del segle xx, actiu a la Universitat Yale, que avui en dia és recordat per defensar una visió de l'evolució predecessora de la síntesi evolutiva moderna, per la qual les mutacions podrien mostrar els misteris genètics que, al llarg del temps, porten a les poblacions a fenotips cada vegada més extrems.